# یو ماس
یو ماس (هلندی: Jo Maas؛ زادهٔ ۶ اکتبر ۱۹۵۴) دوچرخه‌سوار اهل هلند بود.
از باشگاه‌هایی که در آن رکاب زده‌است می‌توان به تی‌آی-رالی اشاره کرد.